# Lawotschne
Lawotschne (ukrainisch Лавочне; russisch Лавочное/Lawotschnoje, polnisch Ławoczne) ist ein Dorf im Rajon Skole in der Oblast Lemberg im Westen der Ukraine. Der Ort liegt 27 Kilometer südwestlich der Rajonshauptstadt Skole und 124 Kilometer südwestlich der Oblasthauptstadt Lemberg am Fluss Opir.

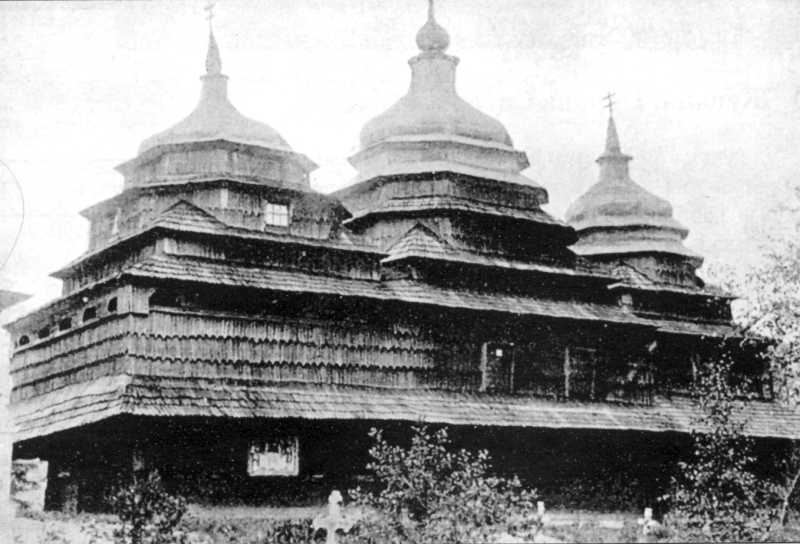
Hölzerne Kirche im Ort

Das Dorf zählt zur Siedlungsgemeinde Slawsko im Rajon Stryj, bis 2020 gehörte es zur gleichnamigen Landratsgemeinde im Rajon Skole, zu dieser zählte auch das Dorf Ternawka (Тернавка).
Der Ort, 1591 zum ersten Mal schriftlich erwähnt, gehörte zunächst zur Woiwodschaft Ruthenien der Adelsrepublik Polen-Litauen, von 1772 bis 1918 zum österreichischen Galizien.
Nach dem Ende des Ersten Weltkrieges kam der Ort zu Polen und lag hier ab 1921 offiziell in der Woiwodschaft Stanislau, Powiat Stryj, Gmina Ławoczne. Im Zweiten Weltkrieg wurde Lawotschne von September 1939 bis Juni 1941 von der Sowjetunion in die Ukrainische SSR eingegliedert und dann bis 1944 von Deutschland (eingegliedert in den Distrikt Galizien) besetzt.

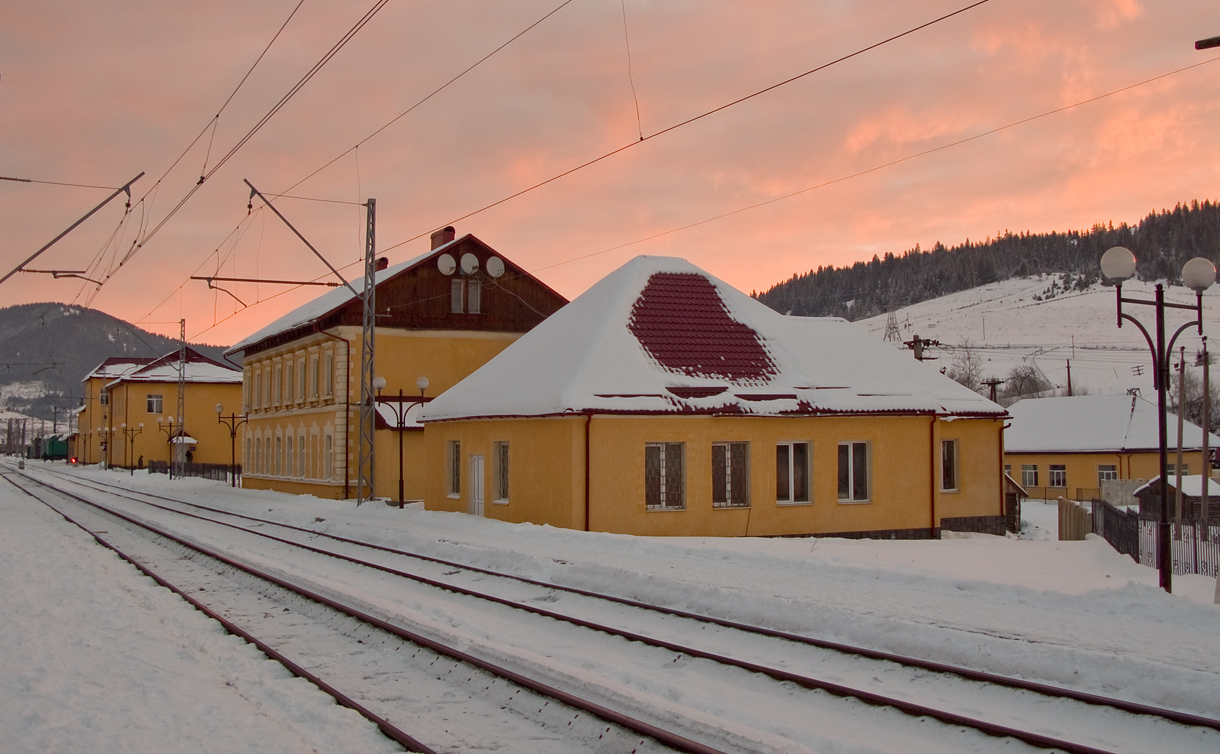
Bahnhofsgebäude im Ort

Während der sowjetischen Besetzung wurde der Ort ab Januar 1940 zum Rajonszentrum des gleichnamigen Rajons Lawotschne, dieses wurde kurz danach nach Slawsko verlegt.
Nach dem Ende des Krieges wurde der Ort wieder der Ukrainischen SSR in der Sowjetunion zugeschlagen und ist seit 1991 Teil der unabhängigen Ukraine.
1886 wurde im Ort ein Bahnhof an der heutigen Bahnstrecke Lwiw–Stryj–Tschop eröffnet, die Strecke führte Ungarn her über Beskid hierher und wurde 1887 nach Stryj verlängert.